# Гогуа, Василий Барнабович
Василий Барнабович Гогуа (груз. ვასილ ბარნაბას ძე გოგუა; 18 февраля 1908, с. Джуруквети, Кутаисская губерния, Российская империя — 25 мая 1967) — советский государственный и партийный деятель.

## Биография
- 1927 — вступил в ВКП(б)
- 1932 — после окончания Закавказского индустриального института, работал сначала инженером на строительстве  Загэсской 2-й и Ткварчельской ТЭС, а затем был назначен директором Каспского цементного завода.
- 1938—1942 — народный комиссар коммунального хозяйства Грузинской ССР
- 1942 — секретарь Ткибульского районного комитета КП (б) Грузии, затем заместитель секретаря ЦК КП(б) Грузии по топливной и энергетической промышленности
- с 11.1946 — 2-й секретарь Тбилисского городского комитета КП(б) Грузии, а с января 1947 года секретарь Тбилисского городского комитета КП(б) Грузии
- 26.03.1947 — 26.03.1948 — Председатель Верховного Совета Грузинской ССР
- 26.03.1948 — 06.04.1952 — Председатель Президиума Верховного Совета Грузинского ССР

На 1950 год был депутатом от Батумского округа[уточнить] Грузинской ССР в Верховном Совете СССР. 19 июня 1950 года избран заместителем председателя президиума Верховного совета СССР.

## Награды
- Орден Ленина (1946)
- Орден Трудового Красного Знамени (20.10.1943)